# Трофимов, Дмитрий Григорьевич

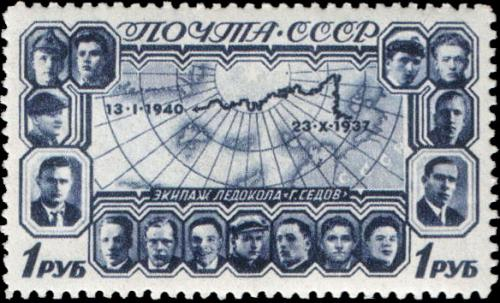
Экипаж ледокола «Георгий Седов»

Дми́трий Григо́рьевич Трофи́мов (1906, Сретенск, Забайкальская область — 1959, Ленинград) — помощник капитана парохода ледокольного типа «Георгий Седов» Главного управления Северного морского пути по политической части. Герой Советского Союза.

## Биография
Родился в рабочей семье в 1906 году в городе Сретенске Забайкальской области Российской империи.
Некоторое время работал на железной дороге, а с 1930 года — на судах Главного управления Северного морского пути: механиком на линейном ледоколе «Фёдор Литке», ледоколе «Ермак». Принимал участие в спасении с дрейфующей льдины папанинцев.
С августа 1937 по январь 1940 года, являясь помощником капитана по политической части на пароходе ледокольного типа «Георгий Седов», стал участником легендарного дрейфа по Северному Ледовитому океану.
Комиссар-полярник проявил в дрейфе мужество и стойкость и Президиумом Верховного Совета СССР 3 февраля 1940 года был выпущен указ о присвоении Дмитрию Григорьевичу Трофимову за «… проведение героического дрейфа, выполнение обширной программы исследований в трудных условиях Арктики и проявленное при этом мужество и настойчивость» звания Героя Советского Союза с вручением ордена Ленина и медали «Золотая Звезда» (№ 227) с выдачей денежной премии в размере 25000 рублей.
Во время Великой Отечественной войны он занимался проводкой транспортов на Севере. После войны жил в Ленинграде.
Умер 17 января 1959 года. Похоронен на Богословском кладбище.

## Награды
- Медаль «Золотая Звезда» Героя Советского Союза;
- орден Ленина;
- орден Трудового Красного Знамени;
- медали.